# Olhai os Lírios do Campo (telenovela)
Olhai os Lírios do Campo é uma telenovela brasileira produzida e exibida pela TV Globo de 21 de janeiro a 23 de maio de 1980, em 108 capítulos. Substituiu Cabocla e foi substituída por Marina, sendo a 19ª "novela das seis" exibida pela emissora.
Escrita por Geraldo Vietri, posteriormente substituído por Wilson Rocha, foi baseada no romance de mesmo título de Érico Veríssimo. A direção foi de Herval Rossano, também diretor geral.
Contou com as atuações de  Nívea Maria, Cláudio Marzo, Thaís de Andrade, Jardel Filho, Neuza Amaral, Sérgio Britto, Jonas Bloch e Sônia Regina.

## Enredo
Porto Alegre, década de 1930. Eugênio Fontes (Cláudio Marzo) é um recém-formado médico que está procurando ascensão financeira. No entanto, o seu complexo de inferioridade com relação à sua origem humilde interfere no trabalho e no amor, e, por esse motivo, sente-se incapaz de amar seus pais, os simplórios Ângelo (Ferreira Leite) e Alzira (Lourdes Mayer).
Na faculdade de Medicina, Eugênio conhece a também médica Olívia (Nívea Maria) e os dois apaixonam-se à primeira vista. Porém, inebriado com a oportunidade de um futuro satisfatório, Eugênio casa-se por interesse com Eunice (Thaís de Andrade), moça rica, elegante e filha do industrial Vicente Cintra (Sérgio Britto), conseguindo, assim, estabilidade social e conquistando a amizade de pessoas influentes. Olívia, por sua vez, desapontada com o término de seu relacionamento com Eugênio, decide se mudar para a cidade de Nova Itália a fim viver uma vida simples, amparar os moradores carentes e poder ter seu filho distante das neuroses de seu pai. 
Com o passar do tempo, Eugênio, arrependido com o homem que se tornara, passa a questionar seu matrimônio e descobre que Olívia está de volta à Porto Alegre, após três anos morando em Nova Itália, para inaugurar um consultório médico. Diante disso, ele opta, então, em abrir mão de tudo para reconquistar Olívia e viver o seu antigo romance. Todavia, Olívia guarda de todos que Eugênio é o pai de sua filha, Ana Maria, de três anos de idade.

## Elenco
| Ator/Atriz           | Personagem                   |
| -------------------- | ---------------------------- |
| Nívea Maria          | Olívia Miranda               |
| Cláudio Marzo        | Eugênio Fontes               |
| Thaís de Andrade     | Eunice Cintra                |
| Jardel Filho         | Felipe Lobo                  |
| Neuza Amaral         | Isabel Cintra                |
| Sérgio Britto        | Vicente Cintra               |
| Jonas Bloch          | Simão                        |
| Sônia Regina         | Dora                         |
| João Paulo Adour     | Ernesto Fontes               |
| Patricia Bueno       | Madalena                     |
| Ferreira Leite       | Ângelo                       |
| Lourdes Mayer        | Alzira                       |
| Ênio Santos          | Dr. Seixas                   |
| Joyce de Oliveira    | Dona Quinota                 |
| Nair Bello           | Rafaela                      |
| Jaime Barcellos      | Padre Giácomo                |
| Ruth de Souza        | Mariana                      |
| Chico Martins        | Seu Flores (Florismal)       |
| Elizabeth Hartmann   | Dona Frida Falk              |
| Marcos Plonka        | Hans Falk                    |
| Simone Carvalho      | Antonieta                    |
| Luiz Armando Queiróz | Hilário                      |
| Mário Cardoso        | Carlo Bellini                |
| Kleber Drable        | Dr. Bellini                  |
| Maneco Bueno         | Acélio Castanho              |
| Sérgio de Oliveira   | Dr. Ezequiel Teixeira Torres |
| Fábio Mássimo        | Bruno                        |
| Fernando Almeida     | Dr. Mário                    |
| Luís Filipe de Lima  | Eugênio (criança)            |
| Carlos Duval         |                              |
| Eduardo Paranhos     | Médico                       |
| Irene Alves          | Paciente                     |
| João Batista Vieira  | Ernesto (criança)            |
| Orion Ximenes        | Garçom                       |
| Paulão               | Motorista                    |
| Pedro Rocha          | Paciente                     |
| Pietro Mário         | Diretor da faculdade         |

## Produção

### Antecedentes, roteiro e gravação
"A única [saída] que achei possível foi ler o livro, me imbuir bem do caráter dos personagens e fazer um original inspirado nas coisas do Veríssimo".

— Geraldo Vietri sobre a dificuldade de adaptar o romance Olhai os Lírios do Campo para a televisão com o estilo descritivo de Érico Veríssimo.
Olhai os Lírios do Campo foi o único trabalho de Geraldo Vietri na TV Globo. O autor, vindo da Rede Tupi, na qual foi responsável por escrever telenovelas de grande êxito como Antônio Maria (1968) e Nino, o Italianinho (1969), havia pedido uma licença de 15 meses da emissora. Numa entrevista para o Jornal do Brasil, em fevereiro de 1980, Vietri disse que "não iria deixar os 21 anos de Tupi por uma aventura. Pedi a licença já concedida. Depois, se a Globo quiser me contratar por mais um período, vamos pensar". Da Rede Tupi, Vietri trouxe consigo os atores Chico Martins, Elizabeth Hartmann, Marcos Plonka e Nair Bello, que também estreavam na TV Globo.
Embora a história seja ambientada no Rio Grande do Sul, as cenas externas da novela foram rodadas no Rio de Janeiro, utilizando as cidades de Petrópolis e Niterói e os bairros cariocas de Santa Teresa e Alto da Boa Vista como cenário. Outras gravações foram realizadas em Guaratiba, bairro da Zona Oeste carioca, onde foi erguida uma cidade cenográfica especialmente montada para a trama que retratava a fictícia cidade de Nova Itália.

### Problemas e troca de autor
Pouco tempo após o início da novela, o autor Geraldo Vietri e o diretor Herval Rossano começaram a se desentender, uma vez que o diretor passou a descartar algumas cenas e trocar outras de ordem, incomodando o autor que não suportava interferências e que o capítulo não fosse exibido como havia sido escrito. Além disso, Vietri — que na Rede Tupi era responsável por dirigir os próprios folhetins que escrevia — dava muitos palpites na direção e passou a enviar somente cenas, o que ocasionava o atraso dos capítulos. Em consequência das relações desgastadas, Vietri acabou sendo dispensado pela emissora em maio de 1980, dias antes do término da trama. Com isso, Herval convocou Wilson Rocha para dar continuidade à adaptação, e Olhai os Lírios do Campo, que teria 120 capítulos, terminou com 108.
Na época, em entrevista à revista Amiga, Vietri explicou o motivo de sua saída da produção: "Tive que deixar de escrever a novela por motivos de saúde. Há tempos que venho passando mal, com problemas de circulação e, assim, comecei a atrasar a entrega de capítulos. Infelizmente fui obrigado a abandonar a emissora e deixar meu trabalho pela metade. Sinto muito tudo isso que aconteceu pois, para mim, era importante este trabalho. Nunca tinha feito nada na Globo e estava me dedicando de verdade, mas não deu para continuar. […] São coisas que não se pode prever".

## Exibição

### Exibição internacional
Olhai os Lírios do Campo foi exibida em Portugal em 1982, onde tornou-se líder de audiência.

## Música
A trilha sonora de Olhai os Lírios do Campo foi lançada em meados de 1980 pela Som Livre.
Lista de faixas
| N.º | Título                        | Música             | Personagem tema  | Duração |  |
| 1.  | "Abandono"                    | Ivor Lancellotti   | Frida Falk       | 2:31    |  |
| 2.  | "Agora"                       | Joanna             |                  | 3:19    |  |
| 3.  | "Ciranda"                     | Edson e Terezinha  |                  | 3:43    |  |
| 4.  | "Sublime Tortura"             | Miúcha e Tom Jobim |                  | 3:12    |  |
| 5.  | "Toada (Na Direção do Dia)"   | Boca Livre         |                  | 3:20    |  |
| 6.  | "Olha a Lua"                  | Olívia Byington    | Olívia           | 3:53    |  |
| 7.  | "Felicidade"                  | Caetano Veloso     | Eugênio          | 3:09    |  |
| 8.  | "Estate"                      | João Gilberto      | Eugênio e Olivia | 6:28    |  |
| 9.  | "Nunca"                       | Zizi Possi         | Eunice           | 3:37    |  |
| 10. | "Chuva"                       | Gilson             |                  | 2:23    |  |
| 11. | "Sonho de Valsa"              | 14 Bis             |                  | 2:53    |  |
| 12. | "Canto Triste"                | Jane Duboc         |                  | 3:03    |  |
| 13. | "Gira... Gira (Yira... Yira)" | Cauby Peixoto      |                  | 2:26    |  |
| 14. | "Esses Moços (Pobres Moços)"  | Fábio Júnior       | Abertura         | 2:55    |  |

- Sonoplastia: Sérgio Cuíca
- Supervisão musical: Guto Graça Mello
- Produção musical: Octávio Burnier
- Pesquisa de repertório: Arnaldo Schneider